# Gürbe
Die Gürbe ist ein rund 29 km langer, südlicher und linker Nebenfluss der Aare im Schweizer Kanton Bern.

## Name
Die erste urkundliche Erwähnung fand im Jahr 1260 als Gurba statt. Der Name leitet sich vermutlich von romanisch *curbia für 'Flusskrümmung' ab.

## Geographie

### Verlauf
Die Gürbe entspringt mit mehreren Quellbächen am Nünenenberg am Nordhang des Gantrisch. Während der ersten 5 km fliesst sie in einem Erosionstrichter zwischen der Gantrischkette im Süden und dem Gurnigel im Norden nach Nordosten und überwindet dabei eine Höhendifferenz von etwa 1000 m. Das starke Gefälle machte in diesem Abschnitt zahlreiche Bachverbauungen notwendig. Zudem gilt das Gantrischgebiet als Gegend, die besonders oft von z. T. schweren Gewittern heimgesucht wird, welche die Gürbe innerhalb kürzester Zeit zu einem zerstörerischen Wildbach anschwellen lassen können.
Der Bach trägt dann sein Geschiebe aus anstehendem Schiefer der Flyschzone und Kalkgeröll bis in die Ebene hinunter. Bei der Ortschaft Blumenstein am Ostfuss des Gurnigel hat die Gürbe einen Aufschüttungskegel gebildet. Sie erreicht hier die Niederung des einst vom eiszeitlichen Aare- und Kandergletscher ausgeschliffenen breiten Tals zwischen Thun und Bern.

Mündung der Gürbe in die Aare

Nördlich von Blumenstein wendet sich die Gürbe nach Norden und fliesst durch das parallel zum Aaretal verlaufende Gürbetal, das im Westen von den Höhen des Längenbergs und im Osten vom Belpberg flankiert wird. Dieser Teil der Gürbe wurde Anfang des 19. Jahrhunderts korrigiert und begradigt.
Bei Belp tritt sie ins eigentliche Aaretal ein und bildet dort zusammen mit der Aare und dem Flüsschen Giesse das Belpmoos, eine Ebene, auf der sich der Flughafen Bern-Belp befindet. Kurz vor Wabern bei Bern mündet sie schliesslich in die Aare.
Ihr etwa 28,7 km langer Lauf endet circa 1172 Höhenmeter unterhalb ihrer Quelle, sie hat somit ein mittleres Sohlgefälle von 41 ‰.

### Einzugsgebiet
Das 143,05 km² grosse Einzugsgebiet der Gürbe liegt im Schweizer Mittelland und wird über die Aare und den Rhein zur Nordsee entwässert.
Es besteht zu 24,3 % aus bestockter Fläche, zu 63,2 % aus Landwirtschaftsfläche, zu 8,9 % aus Siedlungsfläche, zu 1,0 % aus Gewässerfläche und zu 2,7 % aus unproduktiven Flächen.
Flächenverteilung
Die mittlere Höhe des Einzugsgebietes beträgt 804 m ü. M., die minimale Höhe liegt bei 504 m ü. M. und die maximale Höhe bei 2169 m ü. M.

### Zuflüsse
- Ambachgrabe (links)
- Marchgrabe (rechts)
- Weideggegrabe (rechts)
- Halbschlittegräbli (rechts)
- Hindere Bruchgrabe (rechts)
- Vordere Bruchgrabe (rechts)
- Schwändlibachgrabe (links)
- Underwirtneregrabe (rechts)
- Bruchbach (links)
- Honegggrabe (links)
- Meierisligrabe (links)
- Hasesprunggräbli (rechts)
- Alte Meierisligrabe (links)
- Bärelochgrabe (links)
- Chirschboumholebächli (links)
- Chirschboumbächli (links)
- Tiefengraben (links)
- Chramloubegräbli (rechts)
- Ledibodegrabe (rechts)
- Chirschmattgrabe (links)
- Steiegggrabe (links)
- Mettlibach (links)
- Fallbach (rechts)
- Hirschbach (rechts)
- Riedbächli (rechts)
- Spengelibach (links)
- Chriegsriedbächli (rechts)
- Eybach (links)
- Oligrabe (links)
- Fellgrabe (links)
- Öligrabe (links)
- Rotmettlebach (links)
- Spitalgassekana (rechts)
- Churzrütigrabe (links)
- Hagikanal (rechts)
- Mülibach (links)
- Schlossbach (links)
- Müsche (rechts)
- Choufdorfkanal (links)

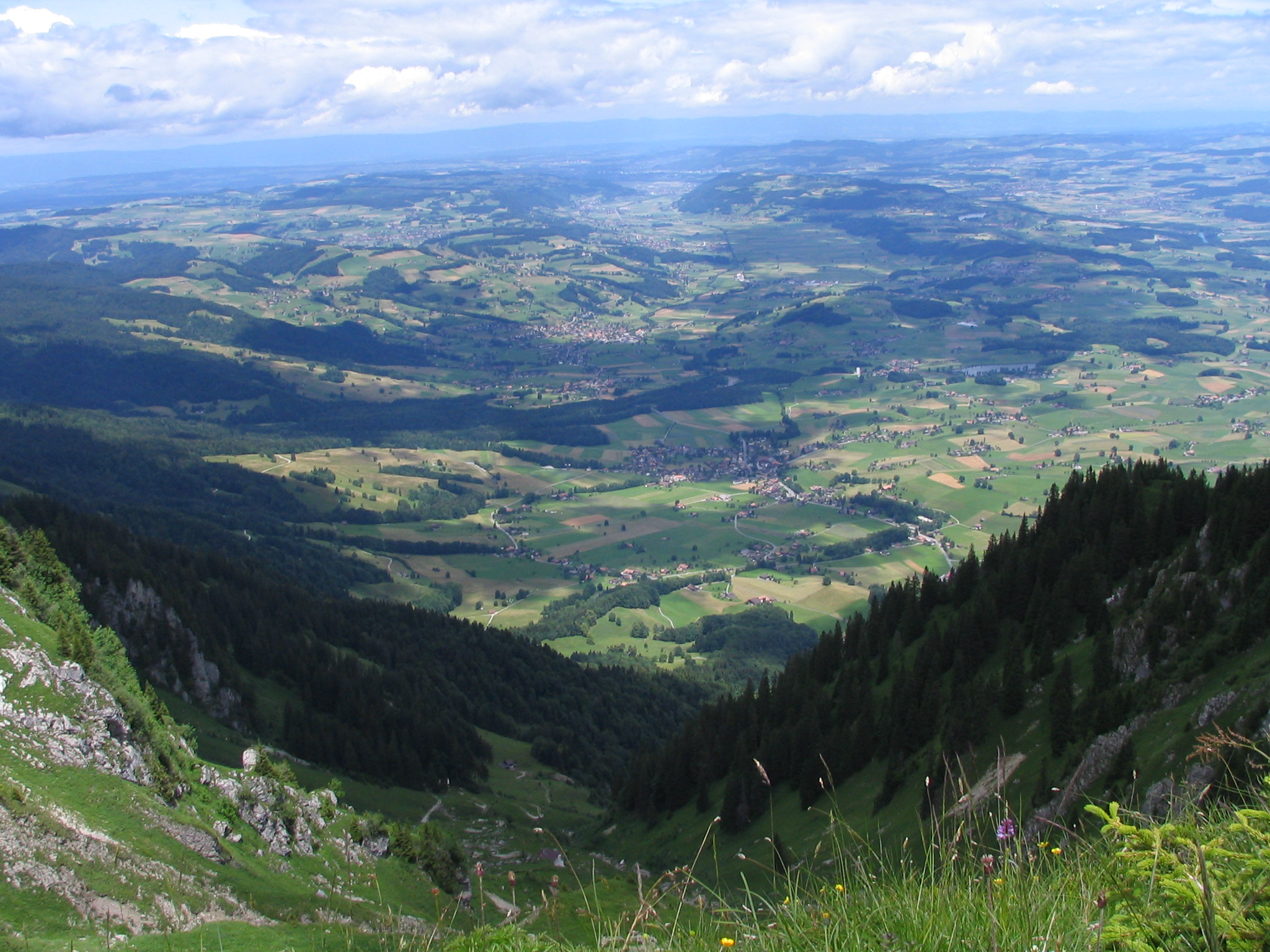
Das Gürbetal von Süden her gesehen. Das Quellgebiet befindet sich links ausserhalb des Bildes, in der Mitte ist der Übergang vom steilen zum flachen Teil sichtbar, danach der Verlauf Richtung Norden zwischen den beiden Hügelzügen Längenberg (links) und Belpberg (rechts).

- Ölibach, Amselerbach und Weierbodebach sind seit 2022 auf den letzten rund zwei Kilometer in einem neuen Bach vereint; zuvor flossen sie je in einer Dole getrennt (rechts)
- Toffekanal (links)
- Hübeligrabe (links)
- Greulebach (rechts)
- Hofmattgrabe (links)
- Aarbach (links)
- Eisselgrabe (rechts)
- Lehnekanal (links)
- Gurtedorfbach (links)

## Hydrologie

### Abflussdaten
An der Mündung der Gürbe in die Aare beträgt die modellierte mittlere Abflussmenge (MQ) 3,08 m³/s. Der Abflussregimetyp ist pluvial supérieur und die Abflussvariabilität beträgt 24.

### Hochwasser

#### Gürbekorrektur und Hochwasserschutzmassnahmen
Ende des 18. Jahrhunderts wurde nach mehreren Hochwassern eine Gewässerkorrektion des Abschnitts im Gürbetal intensiver diskutiert. 1854 beschloss der Grosse Rat des Kantons Bern, die Gürbekorrektion umzusetzen. Eine erste Etappe wurde 1860 fertiggestellt. 1911 waren die meisten Arbeiten abgeschlossen. Dennoch gab es bis heute immer wieder Überschwemmungen. Die Gürbe präsentiert sich im Gürbetal seither als begradigter, kanalisierter Fluss mit befestigten Ufern. Nach einem weiteren Hochwasser 1995 wurde 2006 die Gürbemündung im Rahmen des Aare-Hochwasserschutzes saniert und die Auen revitalisiert. Weitere Hochwasserschutzmassnahmen (Sperren) wurden im Zeitraum vom Jahr 2007 bis zur Fertigstellung im Mai 2009 vorgenommen.

#### Gürbe-Hochwasser von 1990
Am Abend des 29. Juli 1990 entluden sich im Einzugsgebiet der Gürbe rund 500 mm Hagel und 300 mm Regen, was mit nachträglich berechneten 200–250 m3/s zur dreifachen Menge der als Jahrhundertereignis deklarierten Abflusswerte von 70 m3/s führte. Die dadurch entstehenden Fluten rissen die alten hölzernen Wildwasserverbauungen, die aus dem Beginn des 20. Jahrhunderts stammten, mit sich. Die Wassermengen senkten zudem die Sohle des Bachbetts (an einigen Stellen um fast 8 Meter). Vor der Kurve auf dem Schwemmkegel oberhalb Wattenwils sprang das Wasser schliesslich aus dem Bachbett und ergoss sich – mitsamt dem Geschiebe und den Resten der Verbauungen – in Richtung Blumenstein und Wattenwil.
Die Geröllsammler und Schwemmkegel oberhalb von Blumenstein konnten die Massen nicht mehr fassen. Schwemmholz und die Reste der Verbauungen wurden von den Fluten mitgerissen und richteten bis ins untere Gürbetal grosse Schäden an. Die Überschwemmungen richteten Schäden von geschätzten 40 Millionen Franken an. Die Gürbetalbahn musste ihren Betrieb für zwei Wochen einstellen, da das Wasser die Gleise unterspülte. Der Fischbestand wurde durch das Hochwasser fast vollständig vernichtet und musste neu angesetzt werden.
Als Folge der Hochwasser wurde die Gürbe oberhalb von Wattenwil neu korrigiert, die bestehenden Flaschenhälse ausgebaut und auf grössere Wassermengen von 160 – 200 m3/s inklusive Geschiebe ausgelegt.

## Brücken

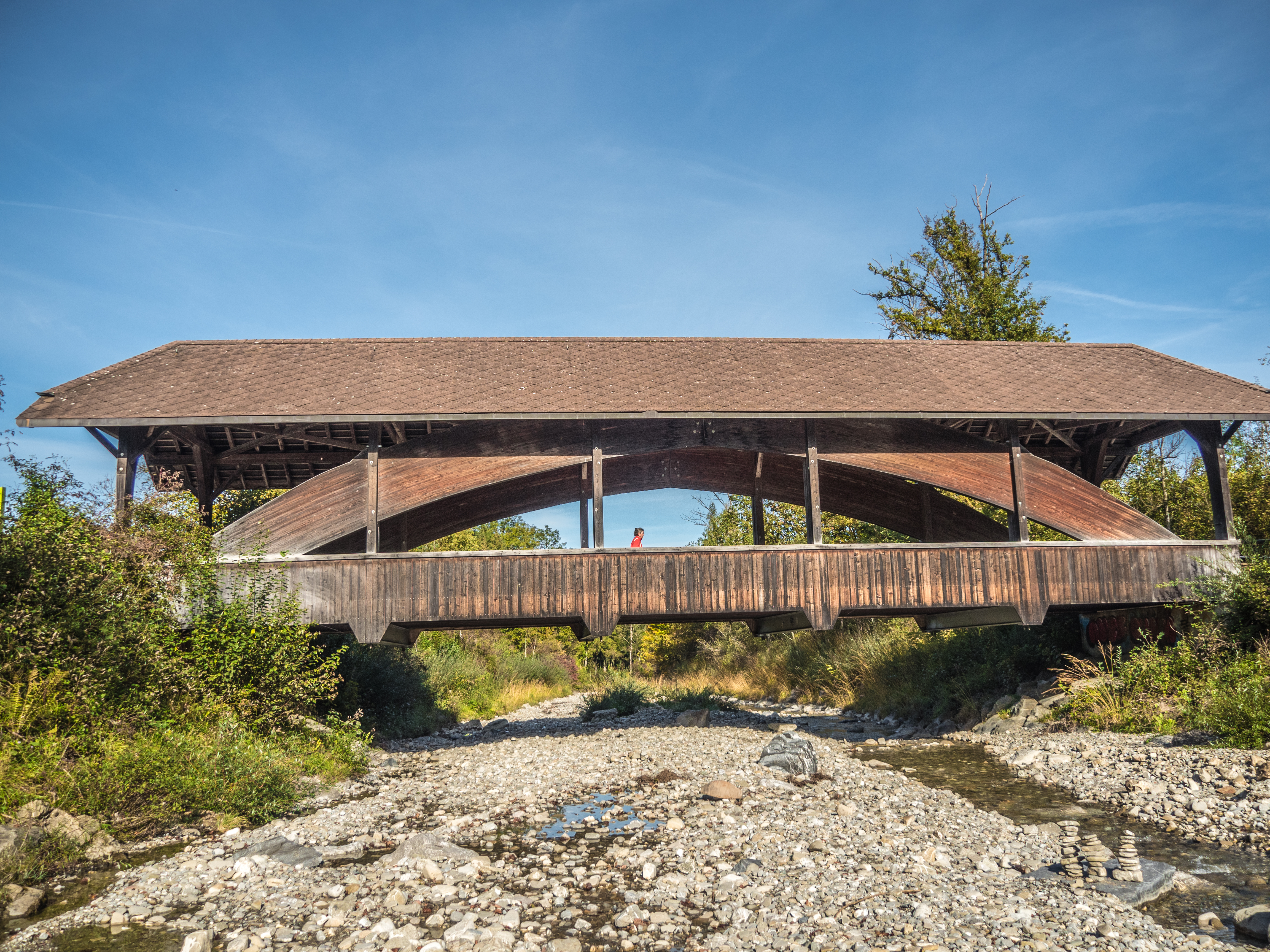
Forstsägebrücke von 1991 bei Wattenwil und Forst

37 Übergänge überqueren den Fluss: 21 Strassenbrücken, acht Feldwegübergänge, sechs Fussgängerbrücken, eine Eisenbahnbrücke und eine Furt.